# NGC 40
NGC 40 (còn được gọi là Tinh vân Bow-Tie và Caldwell 2) là một tinh vân hành tinh được phát hiện bởi William Herschel vào ngày 25 tháng 11 năm 1788 và bao gồm khí nóng xung quanh một ngôi sao đang giai đoạn hấp hối. Ngôi sao đã phóng ra lớp ngoài cùng của nó, nó đã để lại một ngôi sao nhỏ hơn, nóng hơn với nhiệt độ trên bề mặt khoảng 50.000 độ C. Bức xạ từ ngôi sao làm cho lớp vỏ ngoài nóng lên tới khoảng 10.000 độ C,  và dài khoảng một năm ánh sáng.  Khoảng 30.000 năm nữa, các nhà khoa học đưa ra giả thuyết rằng NGC 40 sẽ biến mất, chỉ còn lại một ngôi sao lùn trắng có kích thước tương đương Trái Đất.

## Bộ sưu tập

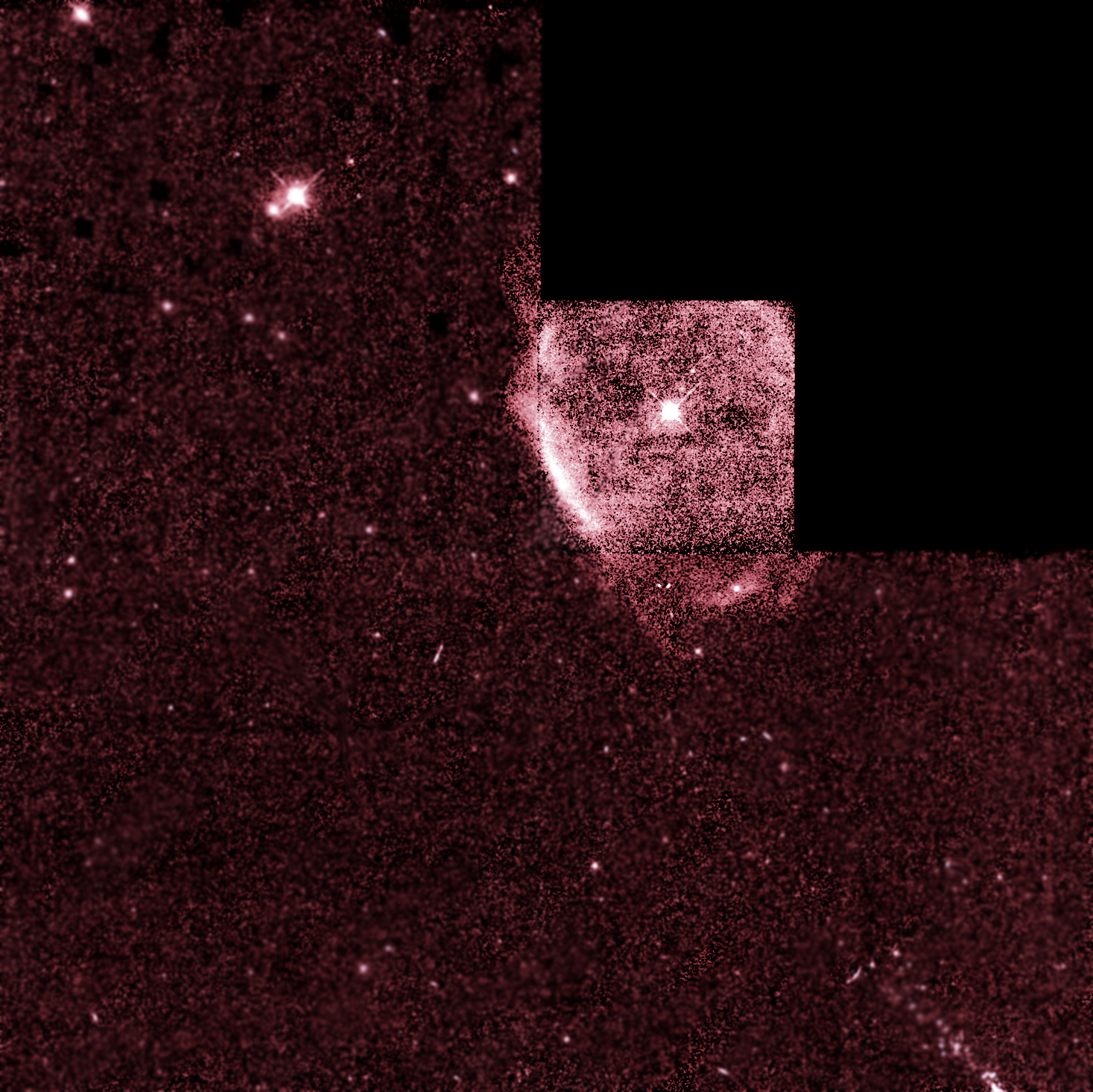
HST